# Thomas Reinert
Thomas Reinert (født d. 17. januar 1980) er en dansk ishockeyspiller, som spiller i AaB Ishockey, men er bosat i Frederikshavn. Han har spillet i Frederikshavn i alle ungdomsårene, men før sæsonen 2007/08 skiftede han til lokalrivalerne fra Aalborg. Han spiller med nummer 8 og har optrådt et par gange i løvetrøjen bl.a. til VM i Riga i 2006.